# Wiesenweihe Taubergrund
Das Gebiet Wiesenweihe Taubergrund ist ein 2007 eingerichtetes und mit Verordnung vom 5. Februar 2010 durch das Ministerium für Ernährung und Ländlichen Raum festgelegtes Europäisches Vogelschutzgebiet (Schutzgebietskennung DE-6425-441) im baden-württembergischen Main-Tauber-Kreis in Deutschland.

## Lage
Die vier, insgesamt rund 1.692 Hektar (ha) großen Teilgebiete des Vogelschutzgebiets „Wiesenweihe Taubergrund“ erstrecken sich entlang der Landesgrenze zu Bayern, von Wittighausen im Norden bis Creglingen im Süden.

Sie verteilen sich auf die Stadt Creglingen (705,97 ha = 41,71 %) sowie die Gemeinden Igersheim (581,78 ha = 34,38 %) und Wittighausen (380,30 ha = 22,47 %).

## Beschreibung
Beschrieben wird das Schutzgebiet „Wiesenweihe Taubergrund“ als „landwirtschaftlich geprägte Landschaft am Ausläufer des fruchtbaren Ochsenfurter Gäus, eine seit alters her genutzte, ertragreiche Kulturlandschaft mit wohlhabenden Bauerndörfern“.

### Bedeutung
Das Vogelschutzgebiet „Wiesenweihe Taubergrund“ ist das bedeutendste Brutgebiet für die Wiesenweihe in Baden-Württemberg.

### Lebensraumklassen
|                          |                          |  |      |      |
| Laubwald                 | Laubwald                 |  | 1 %  | 1 %  |
| Mischwald                | Mischwald                |  | 1 %  | 1 %  |
| Trockengelegtes Grünland | Trockengelegtes Grünland |  | 1 %  | 1 %  |
| Anderes Ackerland        | Anderes Ackerland        |  | 97 % | 97 % |
|                          |                          |  |      |      |

## Schutzzweck
Die gebietsbezogenen Erhaltungsziele sind je nach Art unterschiedlich beschrieben:

### Brutvögel
Brutvogelarten, die im Anhang I der Vogelschutzrichtlinie aufgelistet und für die in ganz Europa besondere Maßnahmen anzuwenden sind. In diese Kategorie fallen in Baden-Württemberg insgesamt 39, im Schutzgebiet „Wiesenweihe Taubergrund“ drei Arten.

#### Neuntöter(Lanius collurio)

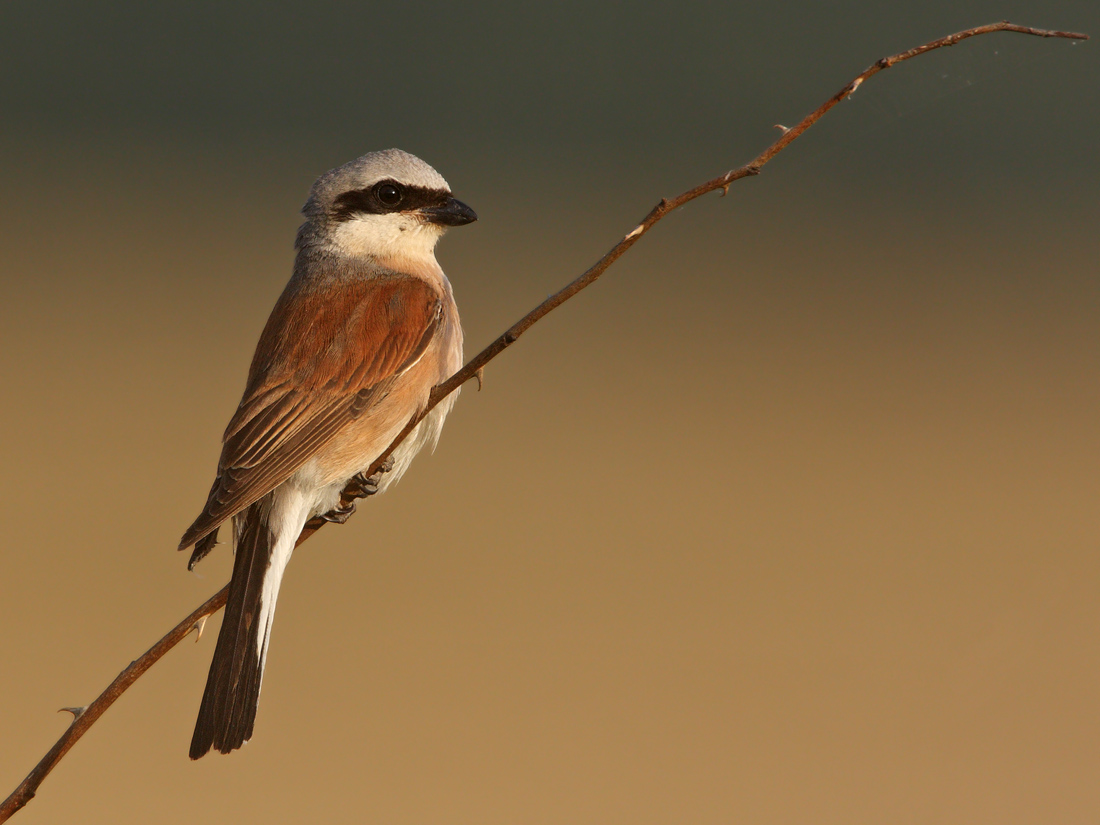
Neuntöter

Erhaltung von extensiv bewirtschafteten Streuobst-, Grünland- und Heidegebieten, von Nieder- und Mittelhecken aus standortheimischen Arten, insbesondere dorn- oder stachelbewehrte Gehölze, Erhaltung der Streuwiesen und offenen Moorränder, Erhaltung von Einzelbäumen und Büschen in der offenen Landschaft, von Feldrainen, Graswegen, Ruderal-, Staudenfluren und Brachen, Acker- und Wiesenrandstreifen, von Sekundärlebensräumen wie aufgelassene Abbaustätten mit vorgenannten Lebensstätten sowie Erhaltung des Nahrungsangebots, insbesondere mit größeren Insekten.

#### Rohrweihe(Circus aeruginosus)

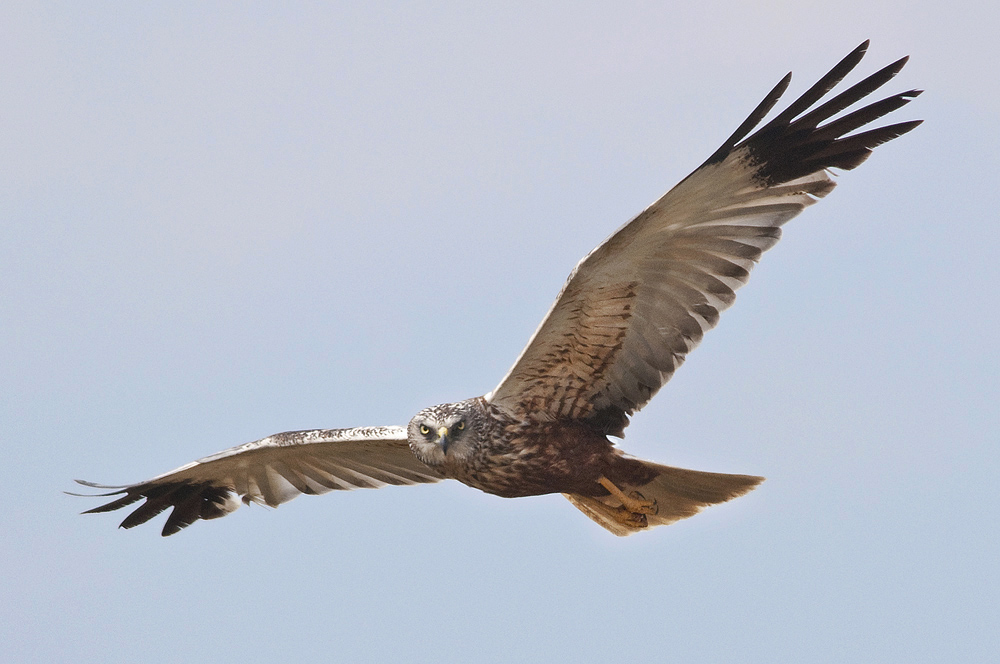
Rohrweihe

Erhaltung der Verlandungszonen, Röhrichte und Großseggenriede, der Feuchtwiesenkomplexe, insbesondere mit Streuwiesen oder extensiv genutzten Nasswiesen, der Lebensräume ohne Gefahrenquellen wie nicht vogelsichere Freileitungen und Windkraftanlagen, Erhaltung von Gras- und Staudensäumen, von Sekundärlebensräumen wie aufgelassene Abbaustätten mit vorgenannten Lebensstätten sowie Erhaltung störungsfreier oder zumindest störungsarmer Fortpflanzungsstätten während der Fortpflanzungszeit vom 15. März bis zum 15. September.

#### Wiesenweihe(Circus pygargus)

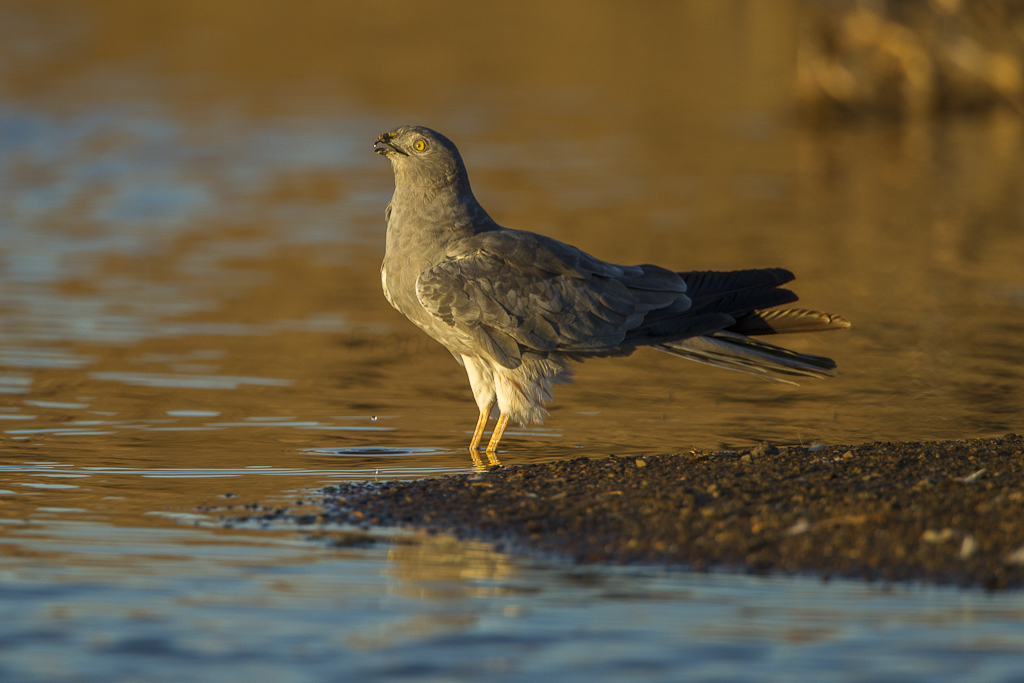
Wiesenweihe

Erhaltung der Feuchtgebiete mit Verlandungszonen, Röhrichten, Großseggenrieden und Streuwiesen, der Lebensräume ohne Gefahrenquellen wie nicht vogelsichere Freileitungen und Windkraftanlagen, Erhaltung von Agrarlandschaften mit Grünland, Äckern und Brachen, von extensiv genutzten Feuchtgrünlandkomplexen und der Riedgebiete sowie Erhaltung störungsfreier oder zumindest störungsarmer Rast- und Schlafplätze.

### Zugvögel
Weitere, nicht in Anhang I aufgelistete Zugvogelarten, die im Land brüten und für die Schutzgebiete ausgewählt wurden. In diese Kategorie fallen in Baden-Württemberg insgesamt 36, im Schutzgebiet „Wiesenweihe Taubergrund“ fünf Arten.

#### Baumfalke(Falco subbuteo)

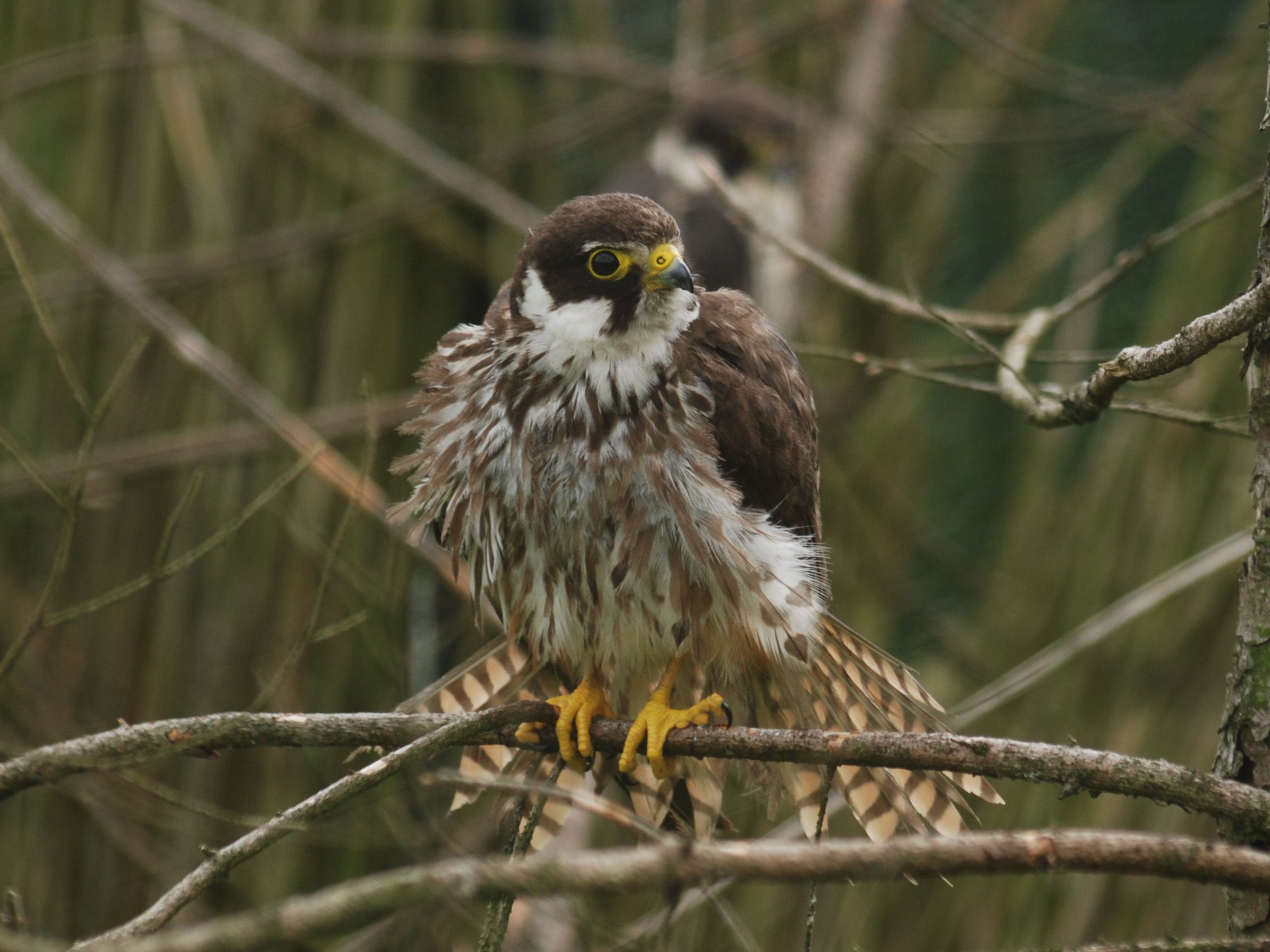
Baumfalke

Erhaltung von lichten Wäldern mit angrenzenden offenen Landschaften, von Altbäumen und Altholzinseln, von Überhältern, von Feldgehölzen oder Baumgruppen in Feldfluren oder entlang von Gewässern, von extensiv genutztem Grünland, von Gewässern mit strukturreichen Uferbereichen und Verlandungszonen, von Nistgelegenheiten wie Krähennester, des Nahrungsangebots, insbesondere mit Kleinvögeln und Großinsekten sowie störungsfreier oder zumindest störungsarmer Fortpflanzungsstätten während der Fortpflanzungszeit vom 15. April bis zum 15. September.

#### Braunkehlchen(Saxicola rubetra)

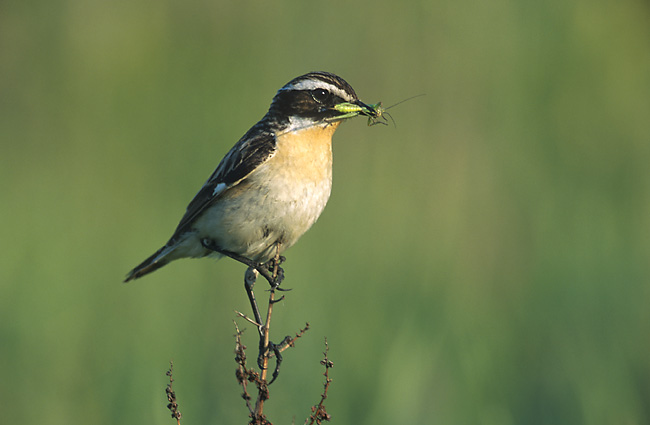
Braunkehlchen

Erhaltung von überwiegend spät gemähten extensiv bewirtschafteten Grünlandkomplexen, von Großseggenrieden, Mooren und Heiden, von Saumstreifen wie Weg- und Feldraine sowie Rand-, Altgrasstreifen, Brachen und gehölzfreien Böschungen, von vereinzelten Büschen, Hochstauden, Steinhaufen und anderen als Jagd-, Sitz- und Singwarten geeigneten Strukturen, von Sekundärlebensräumen wie aufgelassene Abbaustätten mit vorgenannten Lebensstätten, des Nahrungsangebots sowie störungsfreier oder zumindest störungsarmer Fortpflanzungsstätten während der Fortpflanzungszeit vom 1. Mai bis zum 31. August.

#### Grauammer(Emberiza calandra)

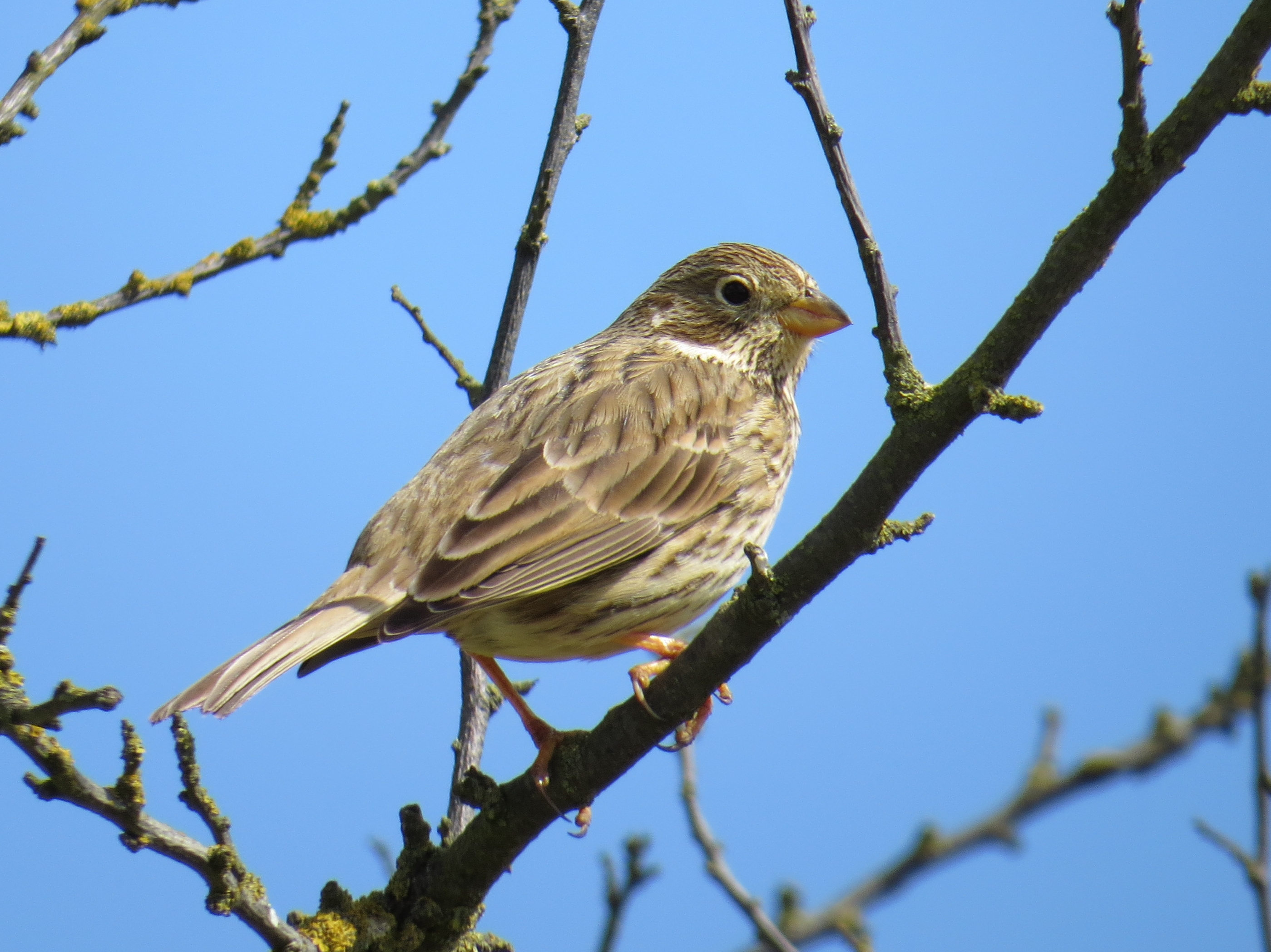
Grauammer

Erhaltung von extensiv genutzten Grünlandgebieten und reich strukturierten Feldfluren, von Brachen, Ackerrandstreifen sowie Gras- und Staudensäumen, von Gras- und Erdwegen, von Feldhecken, solitären Bäumen und Sträuchern, Erhaltung des Nahrungsangebots, insbesondere mit Insekten als Nestlingsnahrung sowie Wildkrautsämereien sowie Erhaltung störungsfreier oder zumindest störungsarmer Fortpflanzungsstätten während der Fortpflanzungszeit vom 15. April bis zum 31. August eines jeden Jahres.

#### Wachtel(Coturnix coturnix)

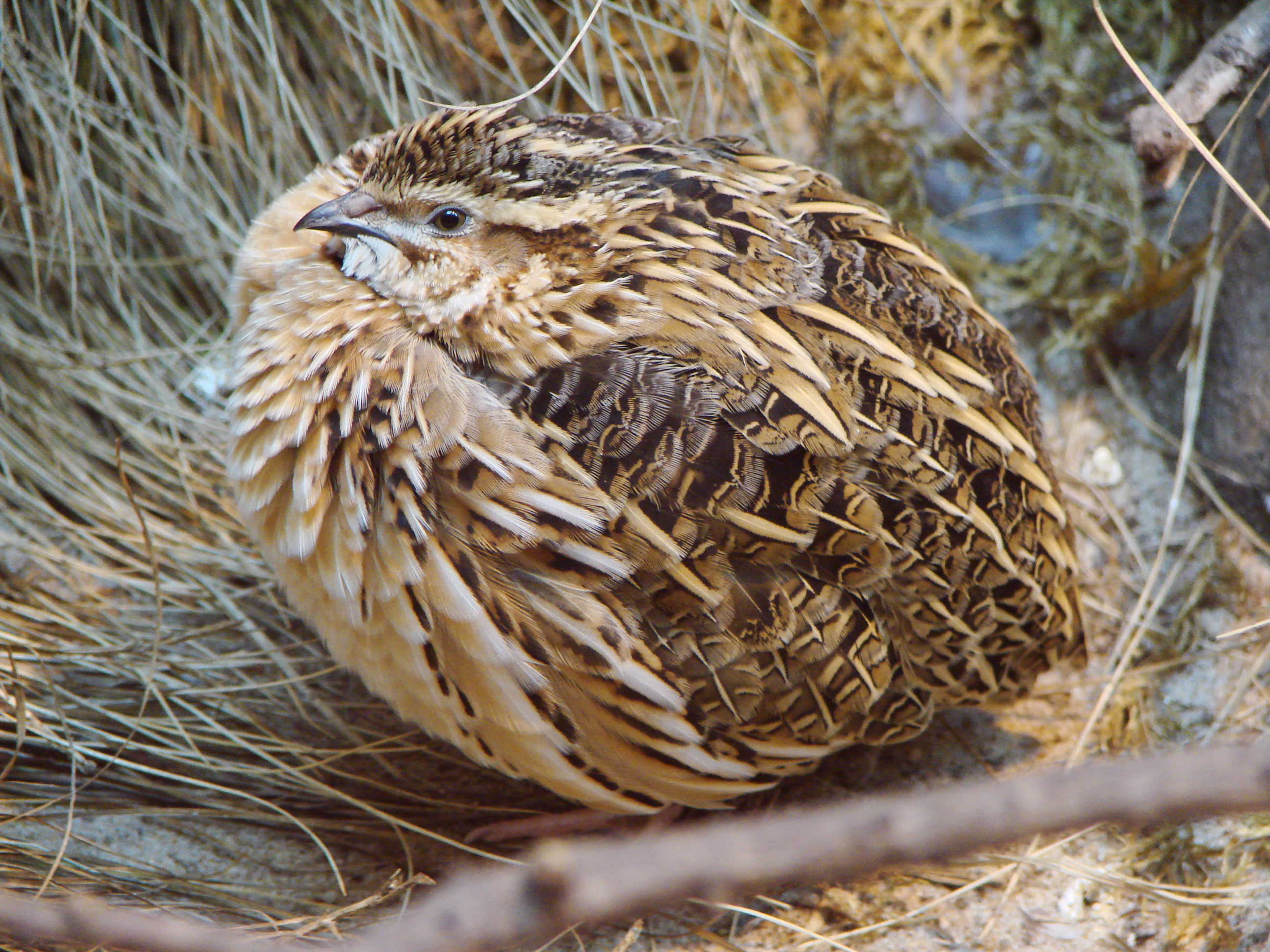
Wachtel

Erhaltung einer reich strukturierten Kulturlandschaft, Erhaltung von vielfältig genutztem Ackerland, extensiv genutztem Grünland, insbesondere von magerem Grünland mit lückiger Vegetationsstruktur und hohem Kräuteranteil, von Gelände-Kleinformen mit lichtem Pflanzenwuchs wie Zwickel, staunasse Kleinsenken, Dolinen-Einbrüche, quellige Flecken, Kleinmulden, Steinfelder, Magerrasen-Flecken und Steinriegel, von wildkrautreichen Ackerrandstreifen und kleineren Brachen, Gras-, Röhricht- und Staudensäumen sowie Erhaltung des Nahrungsangebots, insbesondere mit verschiedenen Sämereien und Insekten.

#### Wiesenschafstelze(Motacilla flava)

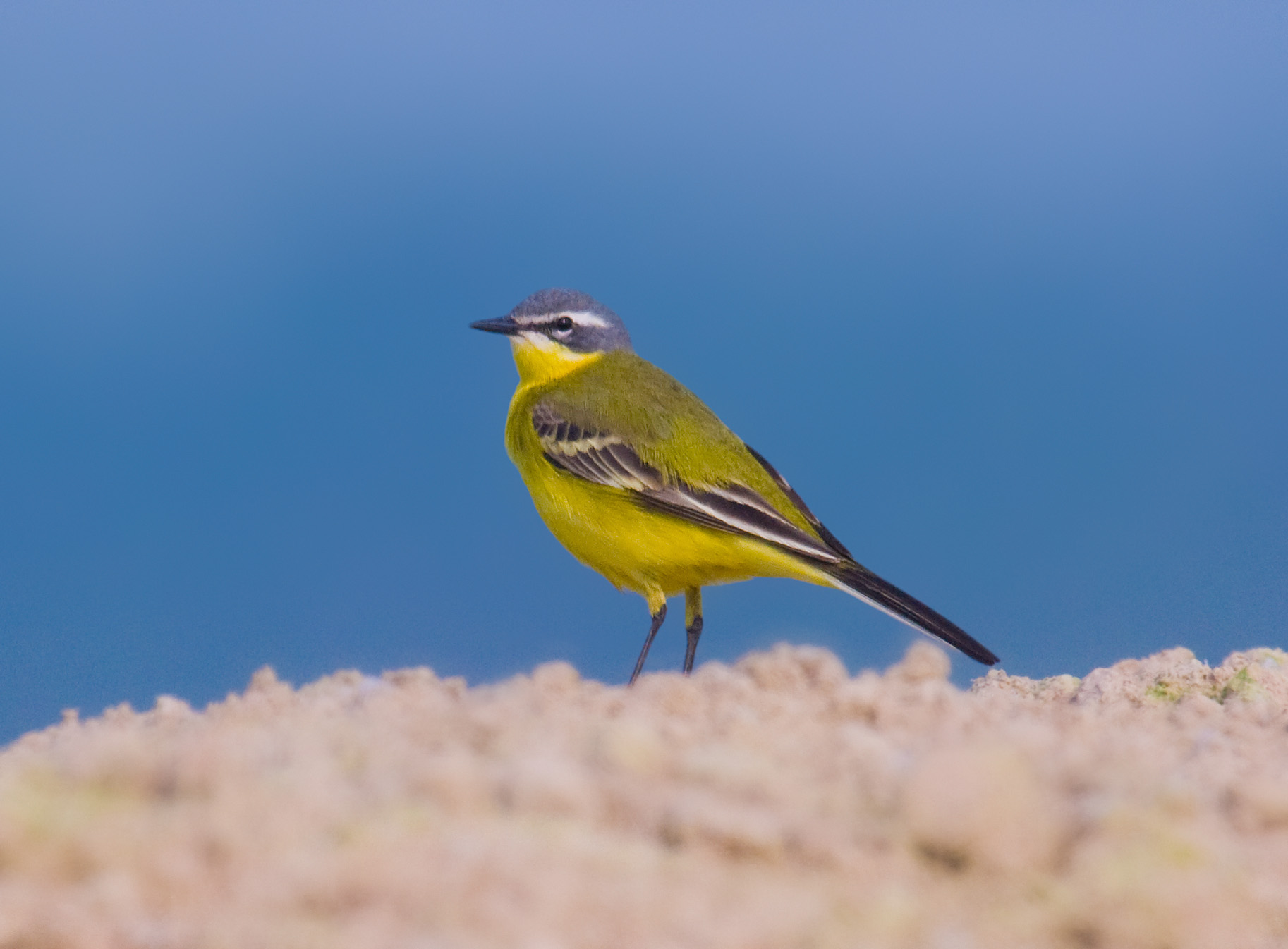
Wiesenschafstelze

Erhaltung eines Mosaiks aus Ackerflächen mit verschiedenen Feldfrüchten, Erhaltung der Verlandungszonen an Gewässern, Erhaltung von Randstrukturen an Nutzungsgrenzen wie Gras-, Röhricht- und Staudensäume an Weg- und Feldrändern, aber auch von Brachflächen, von zeitlich differenzierten Nutzungen im Grünland, von vereinzelten Büschen, Hochstauden und anderen als Jagd-, Sitz- und Singwarten geeigneten Strukturen, von Sekundärlebensräumen wie aufgelassene Abbaustätten mit vorgenannten Lebensstätten sowie Erhaltung des Nahrungsangebots, insbesondere mit Insekten.